# Kapweber

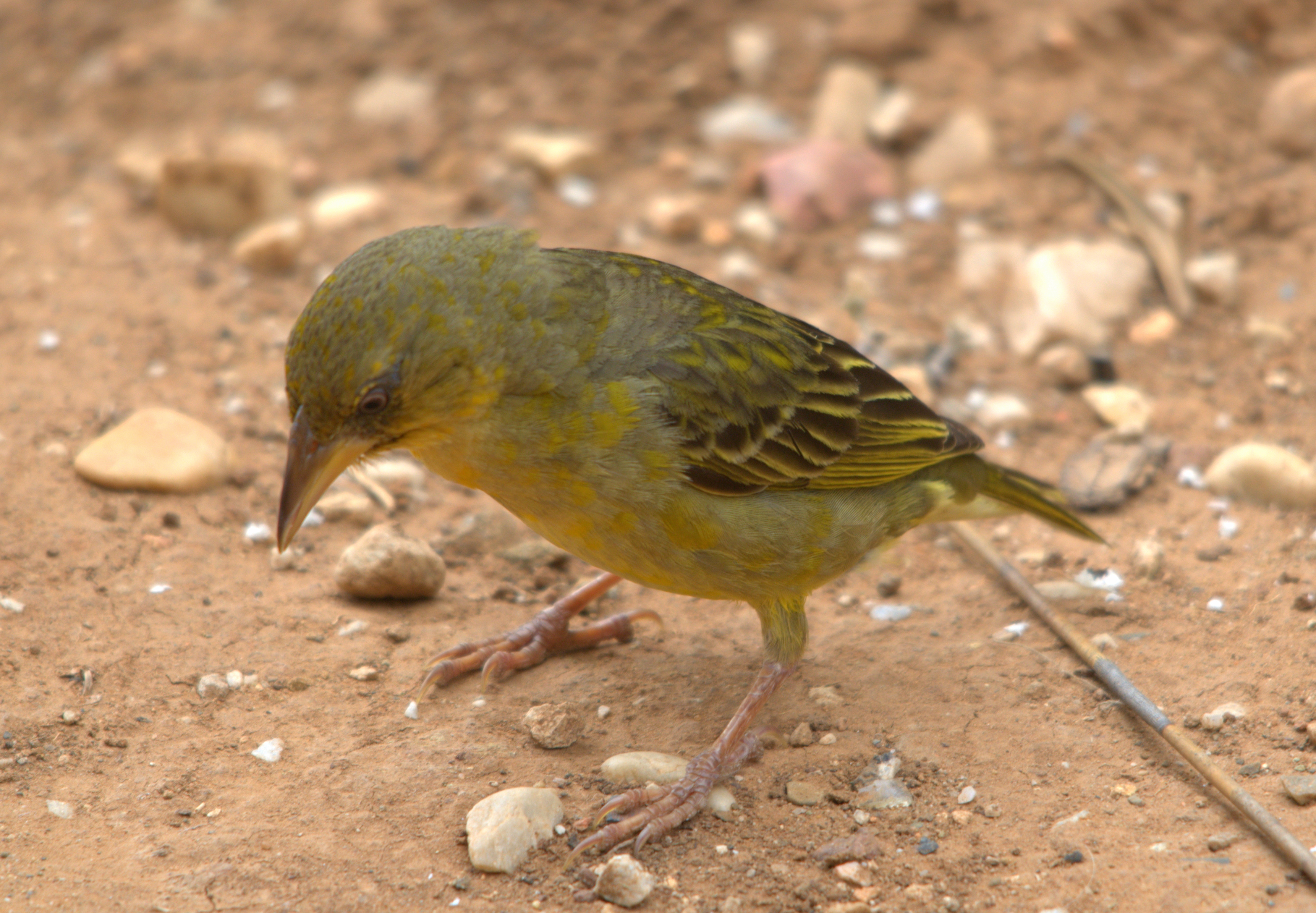
Weibchen im Addo Elephant National Park

Der Kapweber (Ploceus capensis, Syn.: Oriolus capensis) zählt innerhalb der Familie der Webervögel (Ploceidae) zur Gattung der Ammerweber (Ploceus).
Die Art wurde früher als konspezifisch mit dem Bocageweber (Ploceus temporalis) angesehen.
Der lateinische Artzusatz bezieht sich auf das Kap der Guten Hoffnung.
Der Vogel kommt in Südafrika, Eswatini und Lesotho vor.
Das Verbreitungsgebiet umfasst offene Lebensräume mit einzelnem Baumbestand und sicherer Wasserversorgung, auch Fynbos.

## Merkmale
Die Art ist 18 cm groß, das Männchen wiegt zwischen 44 und 52, das Weibchen zwischen 36 und 45 g, also ein ziemlich großer hellgelber Webervogel mit einem langen Schnabel. Das Männchen hat im Brutkleid kastanien- bis orangebraun an Stirn, Kinn und Kehle, einen schwarzen Schnabel und eine blasse Iris. Das Weibchen ist olivfarben mit gelber Kehle, blassem Schnabel und brauner Iris. Allerdings findet sich bei etwa jedem 5. auch ein blasses Auge. Jungvögel sind stumpfer gefiedert mit gelblicher Unterseite.
Die Art ist monotypisch.

## Stimme
Der Gesang des Männchens wird als lange Reihe schnatternder und pfeifender Töne auf gleicher Tonhöhe beschrieben.

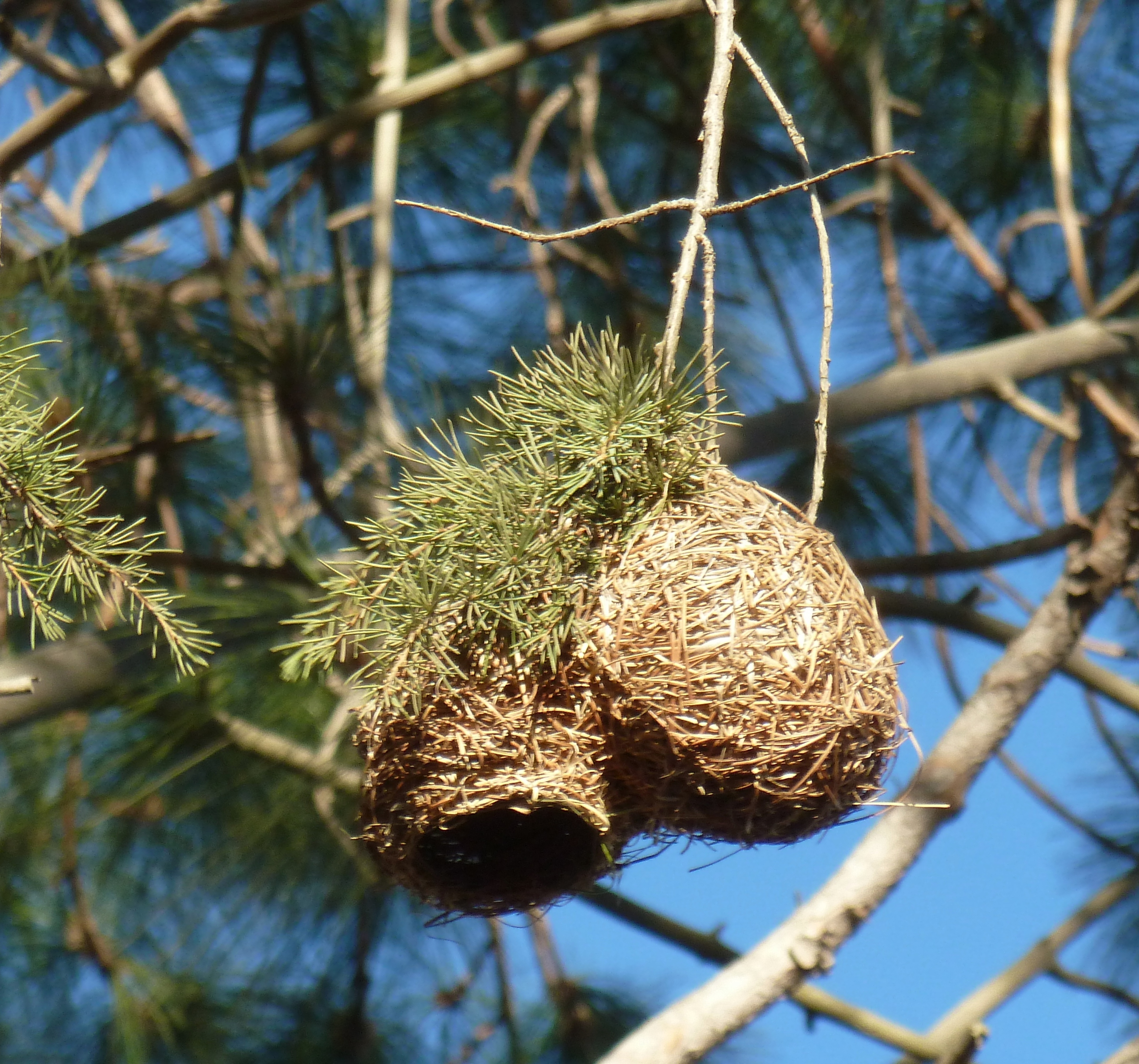
Nest aus Piniennadeln

## Lebensweise
Die Nahrung besteht etwa zu gleichen Teilen aus Insekten und Früchten, die auf dem Erdboden auch durch Umdrehen kleiner Steine sowie in Baumrinden gesucht werden. Auch im Fluge werden Insekten gefangen.
Die Brutzeit liegt zwischen Juli und November und August bis Februar. Kapweber sind ausgeprägt polygyn, brüten in Kolonien, in denen die Männchen, die auch das Nest bauen,  ihr Revier verteidigen.
Sie brüten im Schilf und neben Schilf stehenden Bäumen, gelegentlich auch zusammen mit dem Lappenstar. Das Gelege besteht aus 2 – 5 ungemusterten blauen Eiern. Die Art wird vom Goldkuckuck parasitiert.

## Gefährdungssituation
Der Bestand gilt als nicht gefährdet (Least Concern).